# Simplified Molecular Input Line Entry Specification

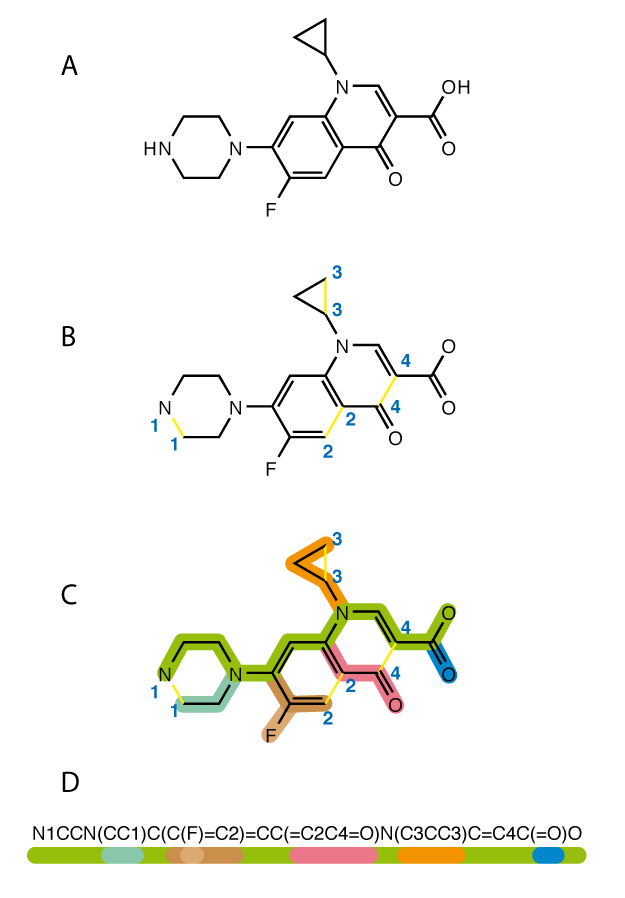
Från strukturformel (A) till SMILES (D) för penicillinet Ciprofloxacin.

Simplified Molecular Input Line Entry System (SMILES) (svenska: Förenklat molekylärt radinmatningssystem) uppfanns i slutet av 1980-talet av Arthur och David Weininger, och är ett sätt att otvetydigt representera kemiska strukturer i form av textsträngar av ASCII-tecken. Varje molekyl, atom eller jon kan uttryckas med en SMILES-kod som är unik för ämnet. Varje SMILES kan bara motsvara en struktur, men varje struktur kan representeras av flera olika SMILES. 
SMILES används av molekylritprogram och databaser för kemiska föreningar. Dessa program kan vanligen både rita strukturer från SMILES och konvertera strukturer till SMILES. SMILES-filer har filändelsen *.smi.
Härvid används de vedertagna kemiska tecknen för B, C, N, O, P, S, F, Cl, Br och I. Alla övriga anges inom hakparentes, till exempel [Fe] för järn. Vidare tillskrivs varje ämne sitt maximala antal väten i enlighet med sin valens, således blir metan C och etanol CCO. Dubbelbindningar representeras med =, således blir eten C=C, och trippelbindningar representeras med #, således blir acetylen C#C. Vidare representeras förgreningar av att atomen/gruppen innesluts i parentes, således blir diklormetan C(Cl)Cl och ättiksyra CC(=O)O. Ringar representeras genom att den gemensamma atomen i kedjan tillskrivs ett nummer, således blir cyklohexan C1CCCCC1. I aromatiska ringar skrivs atomerna med små bokstäver, således blir bensen c1ccccc1. Stereoisomerer kan uttryckas med \ och / (detta är dock inte nödvändigt), till exempel blir E-2-buten C\C=C\C och Z-2-buten C/C=C\C.